# Cody Horn

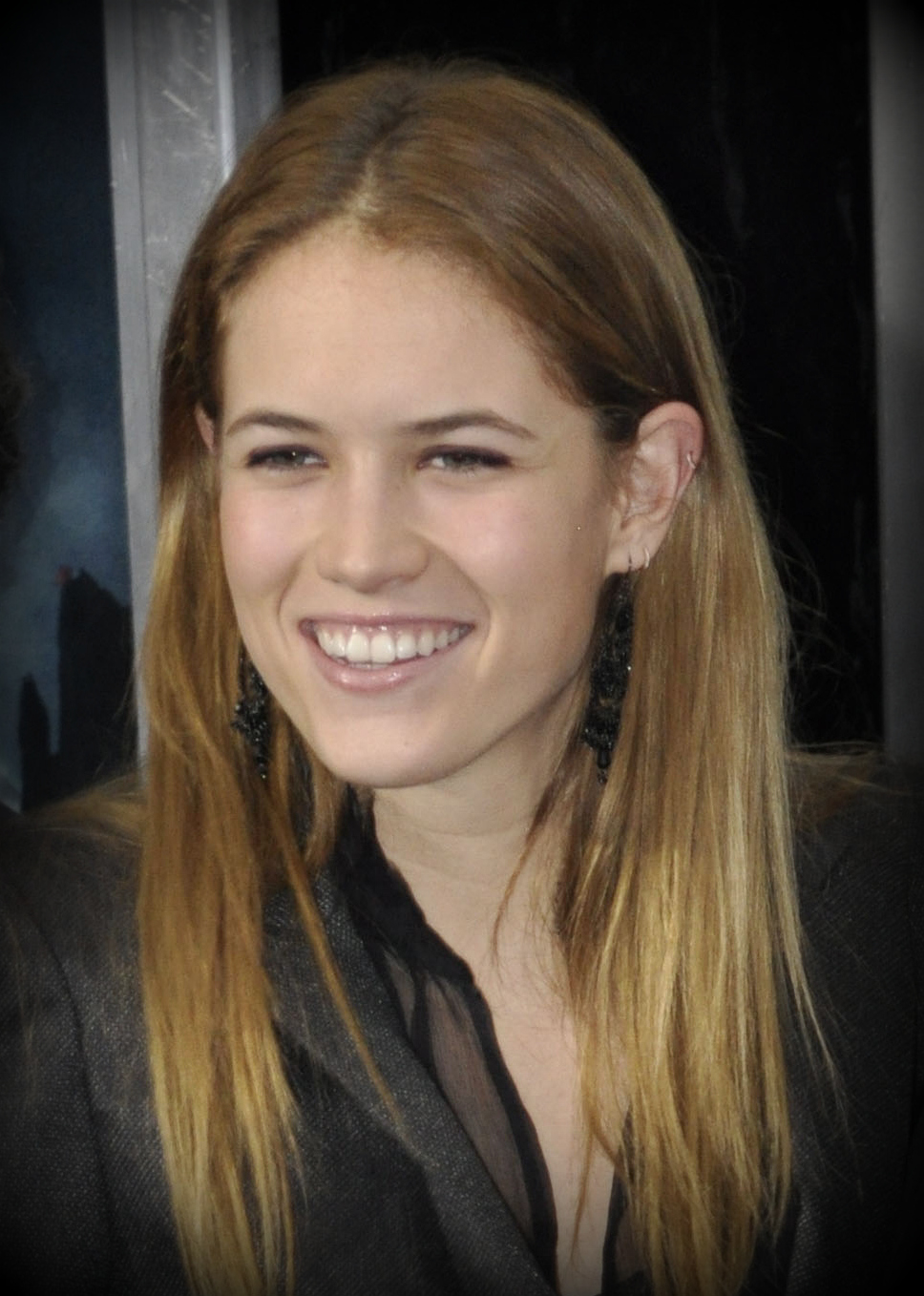
Cody Horn (2010)

Cody Harrell Horn (* 12. Juni 1988 in Los Angeles, Kalifornien) ist eine US-amerikanische Schauspielerin und Model.

## Leben
Cody Harrell Horn ist die Tochter von Cindy, geborene Harrell, und dem Manager in der Filmbranche Alan F. Horn. Ihre jüngere Schwester Cassidy Horn ist ebenfalls Schauspielerin. Cody Horn machte 2006 ihren Abschluss an der Harvard-Westlake School. Anschließend arbeitete sie mehrere Jahre in New York City als Model und studierte Philosophie an der New York University. Nach kleinen Filmauftritten im Jahr 2010, Nebenrollen in Fernsehserien wie The Office und Rescue Me im Jahr 2011 spielte sie mit End of Watch und Magic Mike größere Nebenrollen in zwei Kinofilmen.

## Filmografie (Auswahl)
- 2010: Twelve
- 2010: Verliebt und ausgeflippt (Flipped)
- 2011: White Collar (Fernsehserie, 1 Folge)
- 2011: The Office (Fernsehserie, 3 Folgen)
- 2011: Rescue Me (Fernsehserie, 5 Folgen)
- 2011: Violet & Daisy
- 2011: Occupant
- 2012: End of Watch
- 2012: Magic Mike
- 2014: Worst Friends
- 2015: Demonic – Haus des Horrors (Demonic)
- 2015: Burning Bodhi
- 2017: A Change of Heart
- 2018: Ask for Jane